# Jack Moisescu
Jack Moisescu (n. secolul al XX-lea, România – d. secolul al XX-lea) a fost un fotbalist român de origine evreiască. La 21 noiembrie 1948 a jucat în primul derby  CSCA București - Dinamo București. Anterior, fotbalistul jucase pentru echipa Ciocanul București, echipă care în mai 1948 s-a transformat în Dinamo București.

## Cariera internațională
Jack Moisescu a avut o singură apariție la nivel internațional pentru România, când l-a înlocuit la pauză  pe Nicolae Dumitrescu într-o victorie cu 4-0 în deplasare împotriva Albaniei la Cupa Balcanică din 1947.